# Petru Picior-Mare
Petru Picior-Mare (Chicerman, n. 1887, Dușmani, județul Bălți, gubernia Basarabia, Imperiul Rus – d. secolul al XX-lea) a fost un funcționar și politician moldovean, membru al Sfatului Țării al Republicii Democratice Moldovenești.

## Sfatul Țării
Petru Picior-Mare a fost unul din membrii Sfatului Țării care a votat pentru Unirea Basarabiei cu România în sesiunea din 27 martie 1918.

## Galerie de imagini

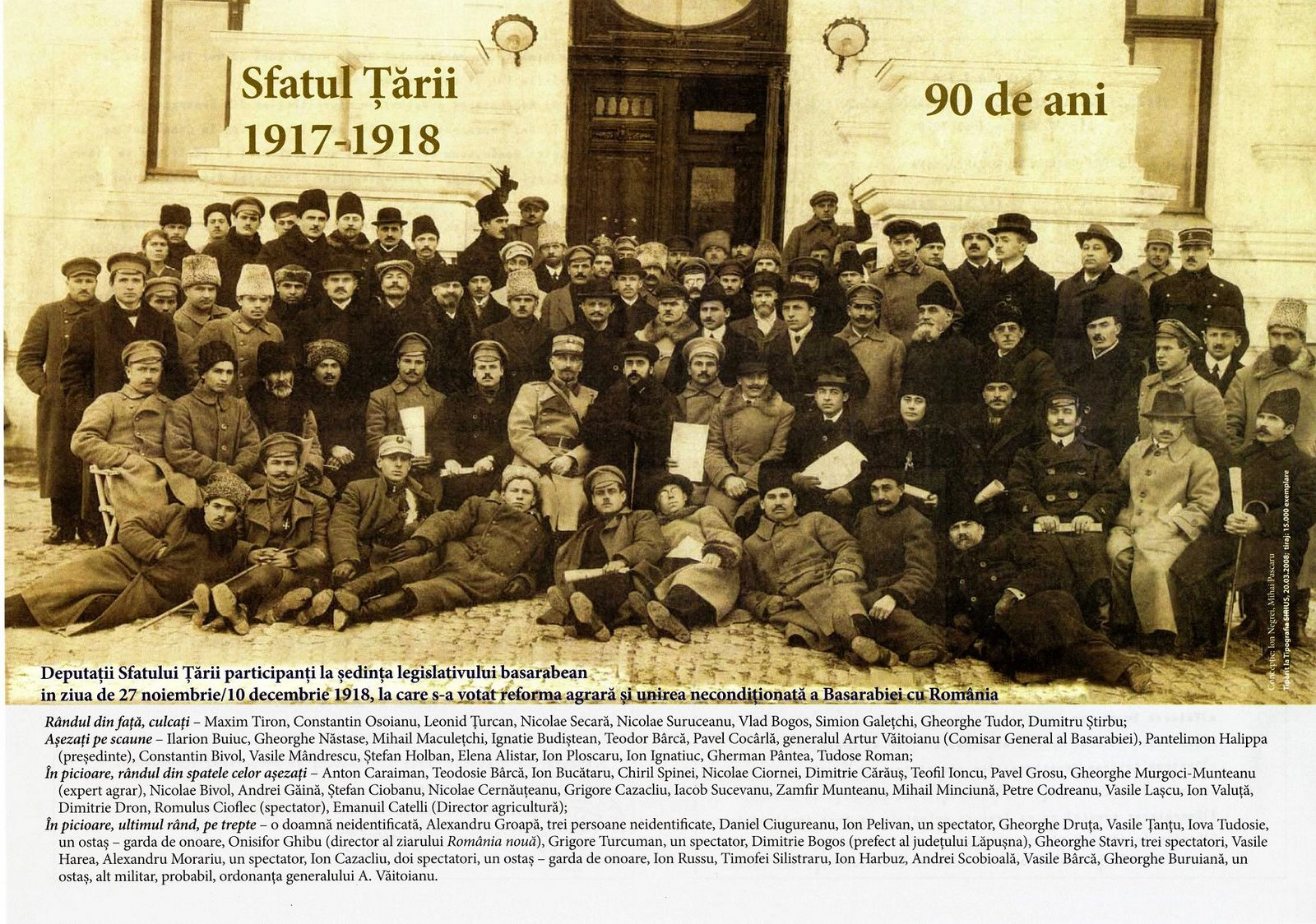
Membrii Sfatului Țării, 10 decembrie 1918.
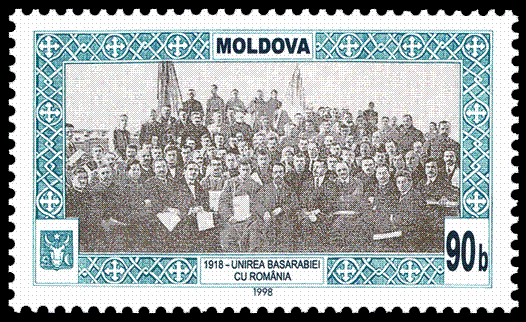
Membrii Sfatului Țării pe un timbru moldovenesc din 1998.